# Atlas de textura
Em computação gráfica, um atlas de textura (do inglês: texture atlas), também conhecido como spritesheet em jogos 2D, é uma única imagem que agrupa diversas texturas menores de forma organizada, seja com dimensões uniformes ou variadas. Cada subimagem é renderizada utilizando coordenadas de textura específicas, permitindo que o hardware gráfico selecione e desenhe a parte desejada da folha. Essa abordagem melhora significativamente o desempenho, já que muitas texturas pequenas podem ser gerenciadas como uma única unidade.
Em aplicações que fazem uso intensivo de pequenas texturas, centralizá-las em uma folha de textura não só reduz a sobrecarga de entrada/saída do disco como também minimiza as trocas de contexto, graças à maior localidade de memória. Além disso, um alinhamento cuidadoso das subtexturas é essencial para evitar vazamentos indesejados, principalmente quando se utilizam técnicas como mipmapping e compressão de textura, garantindo assim a integridade visual mesmo em escalas e diferentes níveis de detalhe.
No desenvolvimento web, uma estratégia similar é adotada: as imagens são agrupadas em uma folha de sprites. Essa técnica diminui o número de requisições HTTP necessárias para carregar uma página, otimizando o tempo de resposta e melhorando a experiência do usuário. Com menos arquivos para buscar, o desempenho geral do site é aprimorado, contribuindo para uma renderização mais rápida e fluida.